# The Infernal Depths of Hatred
The Infernal Depths of Hatred är det svenska tekniska death metal-bandet Anatas debutalbum, utgivet i oktober 1998 på Season of Mist och på vinyl år 2016.

## Låtlista
1. "Released When You Are Dead" – 4:22
2. "Let the Heavens Hate" – 3:49
3. "Under Azure Skies" – 5:39
4. "Vast Lands / Infernal Gates" – 5:07
5. "Slain upon His Altar" – 4:39
6. "Those Who Lick the Wounds of Christ" – 6:48
7. "Dethrone the Hypocrites" – 6:04
8. "Aim Not at the Kingdom High" – 5:46

## Medverkande
Musiker
- Fredrik Schälin – sång, gitarr
- Andreas Allenmark – gitarr
- Henrik Drake – basgitarr
- Robert Petersson – trummor

Produktion
- Anata – producent
- Christian Silver – inspelningstekniker, mixning, mastering
- Fredrik Schälin – inspelningstekniker, mixning
- Kristian Olsson – mastering